# Johann Wolfgang Brenk
Johann Wolfgang Brenk (* 1. März 1704 in Eichelsdorf (Hofheim in Unterfranken); † 21. November 1789 in Schobdach) war ein deutscher Jurist, Hebraist und Hochschullehrer, der im 18. Jahrhundert als „fränkischer Sonderling“ bekannt wurde.

## Leben

### Familie und erste Ausbildung
Johann Wolfgang Brenk war der Sohn des evangelischen Pfarrers Martin Caspar Brenk (1664–1726) und dessen zweiter Frau, der Pfarrerstochter Margaretha Sibylla Dietrich (Heirat 1701), die im Alter von 94 Jahren verstarb. Martin Caspar Brenk hatte insgesamt zehn Kinder aus zwei Ehen. Seine erste Frau war die Burgvogtstochter Dorothea Maria Franck aus Weikersheim gewesen. Brenks Großvater war der fränkische Bildschnitzer Johann Georg Brenk (1632–1697), der unter anderem die Kanzel und den Taufstein in der Eckersdorfer St. Ägidiuskirche sowie die Altarfiguren für die Dreifaltigkeitskirche in Neudrossenfeld fertigte. Der Familie Brenk entstammten seit Mitte des 16. Jahrhunderts mehrere Bildschnitzer. Ein Bruder Brenks wurde später Hofmeister beim General Karl Sigmund Leutrum von Ertingen, ein weiterer stand in preußischen Kriegsdiensten.
Unterricht erhielt Brenk zunächst von seinem Vater. Bereits in seiner Jugend suchte Brenk vier Jahre lang jüdische Gelehrte auf, die ihn unter anderem in der hebräischen, chaldäischen und „rabbinischen Sprache“ (veraltete, ungenaue Bezeichnung für die neuhebräische Sprache) unterrichteten. Anschließend besuchte er das Ansbacher Gymnasium. Am 30. Oktober 1722 immatrikulierte sich Brenk an der Universität Altdorf. Der Wunsch seines Vaters war es, dass er Theologie studierte. Hauptsächlich wandte sich Brenk dort allerdings der Philosophie, die er bei Schwarz und Müller hörte, sowie der Heraldik bei Eucharius Gottlieb Rink zu. 1724 wechselte Brenk an die Universität Jena, um dort ein Jurastudium zu beginnen.

### Halle, Göttingen und Marburg
Als sein Vater starb, kehrte Brenk vorübergehend in die fränkische Heimat zurück und schrieb sich dann, nach einem kurzen Aufenthalt in Jena, an der Friedrichs-Universität Halle ein, wo er weiterhin die Rechte studierte. 1732 unternahm Brenk eine Reise nach Wien; über Prag und Leipzig gelangte er wieder nach Halle. Der Universitätskanzler Johann Peter von Ludewig war von Brenks Hebräischkenntnissen und seinem Wissen über das Judentum beeindruckt, sodass er veranlasste, dass Brenk einen Freitisch erhielt. Fortan bediente sich von Ludewig der speziellen hebräischen und juristischen Kenntnisse Brenks. Brenk unterstützte von Ludewig auch beim Verfassen von diversen Schriften über hebräische Themen oder jüdische Rechte und verfertigte für diesen einige Aufsätze selbständig.
Als im März 1733 der angebliche mogulische Raja Soltan-gjin Achmet von Magate nach Halle kam, quartierte sich dieser in Brenks Stube mit ein. Auf Empfehlung von Martin Schmeitzel nahm Brenk im Herbst 1734 eine Hofmeisterstelle in Siebenbürgen beim Baron Szentkereszty an, über Wien – hier konnte Brenk, auf Grund eines Empfehlungsschreiben von Johann Heinrich Schulze, Bekanntschaft mit dem kaiserlichen Leibarzt Garelli machen – und Ungarn gelangte er nach Klausenburg, dem Ziel seiner Reise. Zwei Jahre später kehrte er wieder nach Halle zurück.
Im August 1737 ging Brenk abermals nach Franken, da seine Relegation von der Universität Halle gefordert wurde, nachdem er in Auseinandersetzungen zwischen Studenten und Soldaten verwickelt worden war. In Ansbach sollte er im Auftrag des Ratspräsidenten Christoph Friedrich von Seckendorff-Aberdar die Wertheimer Bibelübersetzung des Aufklärers Lorenz Schmidt kommentieren beziehungsweise über die darin enthaltenen „religionswidrigen Stellen“ seine Meinung abfassen. Brenk wurde von Seckendorff-Aberdar an Friedrich Heinrich von Seckendorff für kaiserliche Kriegsdienste in Russland empfohlen, weswegen er nach Hamburg reiste, dort jedoch sein Vorhaben, in die Armee zu gehen, wieder aufgab. Er immatrikulierte sich stattdessen an der Universität Göttingen und war dort von 1738 bis 1740 beim Hofrat Hannesen als Fiskal, Notar sowie Prokurator tätig, des Weiteren unterrichtete er an der Universität Hebräisch. Am 15. Oktober 1740 wurde Brenk jedoch der Universität verwiesen, weswegen er nach Marburg aufbrach. Hier gab er den Studenten Kurse zu den Pandekten, im Dechiffrieren, in der Chiromantie sowie der Onomantie.

### Abermals Halle
Brenks Weg führte ihn im September 1741 erneut nach Halle. Er machte Bekanntschaft mit den dortigen Rabbinern Tefel und Wolf, von denen er in der Gemara unterrichtet wurde; auch mit dem gesamten Talmud befasste sich Brenk intensiv. Bald brachte er es mit der „rabbinischen Gelehrsamkeit“ so weit, dass er von den Juden geschätzt und auch regelmäßig um Rat gefragt wurde. Brenk nahm an den Gottesdiensten in der Synagoge teil und es war ihm gestattet, dort Reden zu halten. Als Brenks Gönner, der Kanzler von Ludewig, 1743 verstarb, wurde es Brenk untersagt, weiterhin Lehrstunden an der Universität zu geben. Zwar wurde ihm im selben Jahr die Magisterwürde verliehen, da Brenk sich allerdings nicht habilitieren wollte, blieb ihm das Unterrichten weiterhin verwehrt. 1744 nahm er wieder eine Hofmeisterstelle in einem adeligen Haushalt an und gab zusätzlich Privatunterricht. Zu dieser Zeit machte Brenk Bekanntschaft mit Georg Andreas Will, der sein letztes Studienjahr in Halle verbrachte. Die Freundschaft zwischen Will und Brenk hielt bis zu Brenks Tod; Will verfasste 1791 auch eine Lebensbeschreibung Brenks.
In Halle errichtete Brenk eine Geheimgesellschaft, die Will als „Nachahmung der Freymäurerey“ bezeichnet, allerdings von dieser abgegrenzt werden muss, da Brenk der Freimaurerei kritisch gegenüberstand. Der Zweck dieser Gesellschaft war, die Menschenkenntnis zu mehren und sich durch Selbstprüfung zu bessern. Der Orden hatte Dozenten, Studenten sowie Personen aus dem nicht-universitären Bereich, darunter einige Hugenotten, als Mitglieder. Diese Gesellschaft kann als einer der ältesten akademischen Orden angesehen werden, wie sie in folgenden Jahren an verschiedenen Orten entstanden.
Brenk arbeitete erneut als Hofmeister, diesmal beim Memminger Patriziersohn Sigmund David von Hartlieb, genannt Walsporn. Brenk verfasste auch dessen Inauguraldisputation, mit der Brenk den akademischen Grad eines Lizentiaten der Rechte erhielt. Bei Walsporns Verteidigung dieser Arbeit nahm Brenk die Rolle des Opponenten ein. Jedoch wurde Brenk in Halle zunehmend in „Verdrüßlichkeiten verwickelt“, sodass er auch hier die Universität verlassen musste.

### Niederlande und Nürnberg
1749 unternahm Brenk eine Reise nach Amsterdam, wo er zum Judentum konvertierte. Seine Beschneidung nahm am 25. Oktober 1749 in der dortigen portugiesischen Gemeinde der Rabbiner Jehuda Löw vor. Fortan nannte er sich Jochanan Brenk und reiste in jüdischer Gesellschaft durch die Niederlande. Er wurde von seinen jüdischen Bekannten in der Medizin und anderen Naturwissenschaft gelehrt, sodass Brenk sich fortan auch damit beschäftigte. Im Frühjahr 1751 trat Brenk jedoch wieder zum Christentum über und nahm seinen alten Namen an. Allerdings schätzte er die jüdischen Traditionen und Bräuche weiterhin und pflegte diese teilweise bis an sein Lebensende.
1752, inzwischen in Nürnberg wohnhaft, verheiratete er sich mit der Feldwebelstochter Margaretha Sophia Sack, welche allerdings ein gutes Jahr später in Folge einer Totgeburt verstarb. 1756 nahm Brenk in Nürnberg eine Sekretärsstelle beim hessischen Gesandten Ernst Friedrich Justin von Heimenthal an, 1760 wurde er zum Legationssekretär befördert. Im selben Jahr schloss Brenk seine zweite Ehe mit Anna Maria Meyer († 1766), Tochter eines Schulmeisters. Drei Jahre später wurde er Sekretär beim kurbayerischen Gesandten Baron von Schückher, allerdings verstarb der Baron einige Zeit später, wodurch Brenk diese Stelle verlor.

### Letzte Lebensjahre
Die Ehefrau des Wassertrüdinger Dekans Johann Karl von der Lith, die mit Brenk befreundet war, da ihr Schwager ein Hallenser Zimmergenosse Brenks gewesen war, erwarb für ihn ein kleines Haus in Schobdach. Fortan war Brenk als Advokat tätig und führte bis ins hohe Alter Prozesse. Brenk stand weiterhin in Kontakt mit Gelehrten und traf sich mit diesen, so wie auch mit der ebenfalls gebildeten Frau von der Lith, öfters zu Konversationen. Am 29. Dezember 1772 verehelichte sich Brenk mit Anna Maria Peyer (1752–1788), nach deren Tod er im Juli 1789 eine vierte Ehe schloss mit einer etwa zwanzigjährigen Erlanger Malerstochter namens Keller. Brenk verstarb gut vier Monate später im Alter von 86 Jahren und wurde am 23. November 1789 auf dem Friedhof Geilsheim beerdigt.

## Der „Sonderling“ Brenk
Nicht nur auf Grund seines fast 27-jährigen Aufenthaltes an Universitäten, ohne eine Professur zu bekleiden, und seines Wechselns zwischen den Religionen beziehungsweise seiner religiösen Ansichten galt Brenk als „Sonderling“. Auch sein äußeres Auftreten war vielen Zeitgenossen suspekt, so trug er altfränkische Kleidung, die damals seit etwa vierzig Jahren „nicht nach der Mode“ war; das Haus verließ er selten ohne Degen und auf Grund seines eigenwilligen Ganges wurde er spöttisch „der Spanier“ (in Anlehnung an den Spanischen Schritt) genannt. Viele hielten Brenk für einen Renommisten („Wichtigtuer“). Des Weiteren galt er als abergläubisch, führte immer wieder Beweise für Dämonen und Gespenster an, die leicht widerlegt werden konnten, allerdings ließ Brenk sich nicht davon überzeugen.
Über 40 Jahre lang verfolgte Brenk das Projekt, ein Königreich in der Walachei mit ihm als obersten Herrn zu errichten. Er warb dafür in den Niederlanden und Deutschland um Kolonisten. Während seines Aufenthaltes in Wien wollte er den Kaiser für dieses Projekt um Erlaubnis bitten, was ihm aber verwehrt wurde. Des Weiteren plante Brenk in der Lüneburger Heide einen Staat zu errichten, in dem nur das Naturrecht gelten sollte. Mit diesem Vorschlag trat er an die Regierung in Hannover heran, die das jedoch ablehnte.
„Das Neue […] war ihm höchst zuwider“, insbesondere „die neue Schreibart“; auch in seiner Philosophie bevorzugte Brenk antike Philosophen wie Platon, Aristoteles und Pythagoras gegenüber zeitgenössischen Philosophen wie Leibniz, Wolff oder Kant. Auf der anderen Seite zeigte Brenk mit seinen Schriften eine große Aufgeschlossenheit für einen volks- und landwirtschaftlichen Fortschritt sowie für eine Reform des Justizwesens, unter anderem forderte er eine Abschaffung der Todesstrafe. Später stellte Brenk allerdings die Unmöglichkeit einer Verbesserung der Justiz fest, er wollte seine vorherigen Schriften hierdurch aber nicht widerrufen. Seine juristische Tätigkeit führte er mit großer Genauigkeit und Sorgfalt für seine Parteien aus. Brenk war in verschiedenen Bereichen, nicht nur was seine „rabbinische Gelehrsamkeit“ anbelangte, gebildet. Er befasste sich eingehend mit Ökonomie, Philosophie, Politik sowie dem Staats- und Lehnsrecht. Des Weiteren galt er als Sprachkenner, er beherrschte neben den hebräischen Sprachen und Chaldäisch auch Latein, Griechisch, Italienisch, Französisch sowie etwas Ungarisch, Slowenisch und Niederländisch.

## Brenks Religionsverständnis
Brenks Pendeln zwischen den Religionen liegt in einer eigenen, synkretistischen Glaubensauffassung begründet und ist beispielhaft für „die Vielfalt der geistigen Tendenzen zwischen Pietismus und Aufklärung, Christentum und Judentum“. Er setzte sich intensiv mit dem Unitarismus auseinander, insbesondere an der unitaristischen Ablehnung der Trinitätslehre fand er Gefallen. Für Brenk war der nur auf dem Monotheismus beruhende Wahrheitsbegriff des Judentums bestimmend. Brenks Glauben hatte die jüdische Religion als unmittelbare göttliche Basis zur Voraussetzung. Die Einheit von Leben und Lehre sowie von Glauben und Wissenschaft schien Brenk im Christentum nicht in dem Maße gewährleistet, „wie er es aufgrund des Talmud-Studiums sich wünschte“, weswegen er sich auch nicht dazu entschließen konnte, Theologie zu studieren.
Brenk hielt sich mehrheitlich an die jüdischen Speisegesetze und das Sabbatgebot, legte aber andere gesetzliche Vorschriften auf eine eigene Art aus. Er betete auch meist auf Hebräisch. Die jüdischen Bräuche pflegte Brenk genauso, wie er weiterhin Beziehungen zu Pfarrern hielt und christliche Gottesdienste besuchte – den Gang zum Abendmahl ließ er allerdings oftmals aus. Brenk zeigte gegenüber anderen religiösen Standpunkten eine große Toleranz. Brenks philosemitische Haltung führte auch zu Humanität, die sich durch seine Gastfreundschaft und Wohltätigkeit zeigte. Er gab – trotz eines eher geringen Einkommens – den Zehnten seiner Verdienste für Arme und beherbergte in seinem Haus regelmäßig Bedürftige.
Des Weiteren sah Brenk in Christus nur eine Art „Reformer des Judentums“, weder habe Christus die alttestamentlichen Gesetze aufgehoben noch sich als Messias betrachtet. Die Beschneidungen würden von den Aposteln nur deswegen nicht mehr praktiziert, damit die Menschen einfacher für den Glauben gewonnen werden konnten. Der Plan, ein Königreich in der Walachei zu errichten, war mit der Hoffnung Brenks verbunden, dort das Kommen des Messias vorbereiten zu können.

## Schriften (Auswahl)
- Erklärung über die gradus prohibitos, Levit. 18, aus den Lehrſätzen der iüdiſchen Schriftgelehrten. Veröffentlicht in den Halliſchen gelehrten Anzeigen.
- Unterſuchung der Frage: Ob ein Theologus mit guten Gewiſſen ſein Studium verlaſſen und Jura ſtudiren könne? Nach Gottes Wort, Recht und Vernunft. Frankfurt am Main 1746 (google.de/books)
- Die nach Gottes Wort, Recht und Vernunft nöthige, mögliche und beſtändige Verbeſſerung der Juſtiz nach dem Inhalt der von Ihro Königlichen Majeſtät in Preuſſen dißfalls publicirten Edicten. Johann Justinius Gebauer, Halle 1747 (google.de/books)
- Beweiſgründe, das in denen teutschen Landen eine Reformation der gegenwärtigen Justiz nicht allein unmöglich und unnöthig, ſondern auch dem gemeinen Weſen vielmehr ſchädlich ſey. 1753
- Allgemeine öconomiſche und mit philoſoph. Betrachtungen vermiſchte Nachrichten. 37 Stücke, Nürnberg 1754 bis 1757.
- Iurisprudentia genuina, oder die aus denen erſten und wahren Grundſätzen demonſtrirte und verbeſſerte Rechtsgelehrſamkeit, nach welcher die Erlernung und Handhabung derer Rechte leicht, gründlich und wahrhaft geſchehen mag. Zwei Bände. Frankfurt / Leipzig 1755 und 1765. 1. Band: google.de/books
- Betrachtungen über den gegenwärtigen deutschen Krieg in Abſicht auf die Religion, Reichsverfaſſung und Neutralität der Reichsſtände. Drei Theile, 1758 bis 1759.
- Das Münzweſen, vorgeſtellet zur Rettung des gemeinen Beſten, gegen den, durch die unbeſtändigen Verbeſſerungen dem gemeinen Weſen zuwachſenden Schaden. Augsburg 1764.
- Die Unitariſchen Glaubenslehren, entworfen von Szent Abrahami, ehemaligen Profeſſore des Gymnaſii zu Coloſvär. Übersetzung aus dem Lateinischen, Leipzig 1766.
- Die mögliche, nützliche und gerechte Abänderung der gewöhnlichen Diebesſtraffen. Nürnberg 1766. (Digitalisat)
- Patriotiſche Gedanken über die bishero angewachſene wucherliche Theurung und die dagegen vorhandene ohnfehlbare Abänderungsmittel dem patriotiſchen Publico mitgetheilt. Erlangen / Marktbreit 1770; Digitalisat (PDF; 0,4 MB)
- Kurzer Abriß des Großſultaniſchen Regiments und derer türkiſchen Reichsgrundgeſetze unter der Regierung Mustapha III. Türkiſchen Kaiſers in einer Anrede vorgeſtellt. Straßburg 1771.
- Die in dem Feldbau, und der Viehzucht durch den Zehenden geſegnte Landwirthſchaft. Joseph Spöckberger, Wallerstein 1778.
- Rechtliche Unterſuchung, ob die eröffneten und eingezogenen Reichs-Lehen in Bayern salva Constitutione et Incolumitate Imperii wieder verliehen, und hierzu die Kayſerl. und Reichs-Einwilligung ertheilt werden mögen? Georg Friedrich Casimir Schad, Nürnberg 1780. (google.de/books)
- Erklärung der Prediger Salomons. Ohne Jahr und Druckort.
- Medicina Hebraeorum. Ohne Jahr und Druckort.
- Beantwortung der Preißaufgabe von der Verminderung oder Vermeidung des Kindermordes. Ohne Jahr und Druckort.